# Surendra Bikram Shah Dev
Surendra Bikram Shah (ur. 20 października 1829, zm. 17 maja 1881) – król Nepalu w latach 1847–1881.